# 多布日什

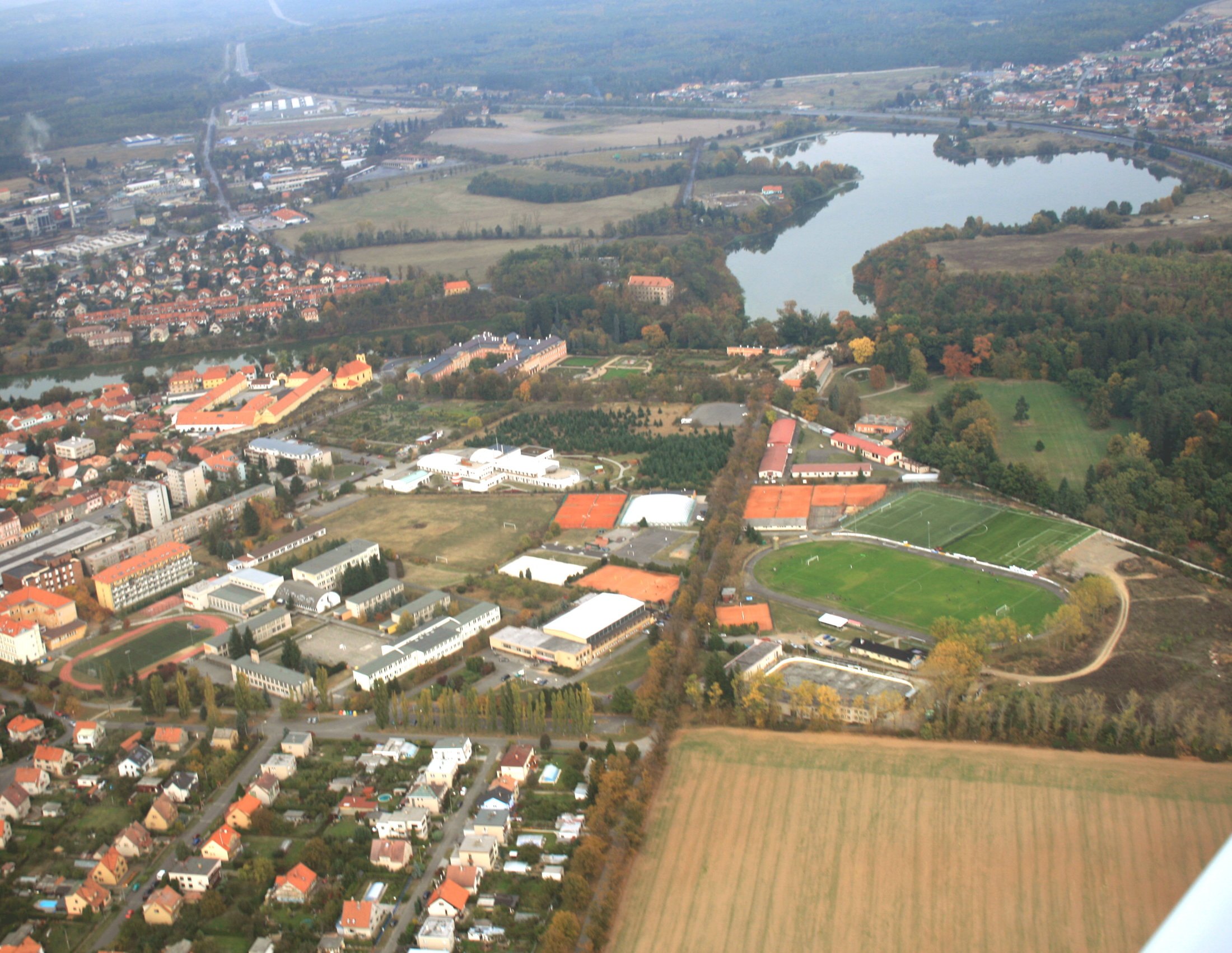

多布日什（捷克語發音：[ˈdobr̝iːʃ]）是捷克的城鎮，位於該國西部，距離首都布拉格約40公里，由中捷克州負責管轄，面積53.41平方公里，海拔高度371米，該地區自石器時代有人類居住，2012年人口8,767。